# FK Lovćen Cetinje
Pour les articles homonymes, voir Lovćen Cetinje.
Maillots
Le Fudbalski klub Lovćen Cetinje (en monténégrin : Фудбалскли клуб Ловћен Цетиње), plus couramment abrégé en FK Lovćen Cetinje, est un club monténégrin de football fondé en 1913 et basé dans la ville de Cetinje.
Le club est un des plus anciens club de l'ex-Yougoslavie. 

## Histoire
En 1947, le club remporte le championnat junior.
Le plus grand succès du club est réalisé en 1956 lorsqu'il monte en première division. 
En 2006, le club évolue en Druga Liga, c’est-à-dire en deuxième division.
Le monténégrin Alexandar Miljenovic est l'entraineur depuis septembre 2018.

## Bilan sportif

### Palmarès
| Compétitions nationales | Compétitions yougoslaves                                                   |
| --- | -------------------------------------------------------------------------- |
| - Championnat du Monténégro : - Vice-champion : 2013-14. - Championnat du Monténégro D2 (1) : - Champion : 2006-07. - Coupe du Monténégro (1) : - Vainqueur : 2013-14. - Finaliste : 2008-09 et 2018-19. | - Championnat de Yougoslavie D2 (2) : - Champion : 1955-1956 et 1956-1957. |

### Bilan saison par saison
| Saison    | Div. | Clas. | Points | Journée | Vic. | Nuls | Déf. | B.P. | B.C. | Diff. | Coupe Monténégro |
| --------- | ---- | ----- | ------ | ------- | ---- | ---- | ---- | ---- | ---- | ----- | ---------------- |
| 2018-2019 | D1   | 9e    | 26     | 36      | 5    | 11   | 20   | 29   | 65   | -36   | Finale           |
| 2017-2018 | D2   | 3e    | 61     | 33      | 17   | 10   | 6    | 56   | 31   | +25   | 1/4 de finale    |
| 2016-2017 | D1   | 11e   | 34     | 33      | 10   | 7    | 16   | 25   | 36   | -11   | 1/4 de finale    |
| 2015-2016 | D1   | 9e    | 36     | 33      | 9    | 9    | 15   | 32   | 42   | -10   | 1/2 finale       |
| 2014-2015 | D1   | 6e    | 50     | 33      | 15   | 5    | 13   | 42   | 32   | +10   | 1/4 de finale    |
| 2013-2014 | D1   | 2e    | 59     | 33      | 17   | 8    | 8    | 52   | 31   | +21   | Vainqueur        |
| 2012-2013 | D1   | 8e    | 37     | 33      | 11   | 4    | 18   | 36   | 52   | -16   | -                |
| 2011-2012 | D1   | 6e    | 40     | 33      | 10   | 10   | 13   | 32   | 42   | -10   | 8e de finale     |
| 2010-2011 | D1   | 8e    | 37     | 33      | 9    | 10   | 14   | 29   | 36   | -7    | 16e de finale    |
| 2009-2010 | D1   | 6e    | 52     | 33      | 15   | 7    | 11   | 32   | 37   | -5    | 8e de finale     |
| 2008-2009 | D1   | 7e    | 40     | 33      | 10   | 10   | 13   | 23   | 25   | -2    | Finaliste        |
| 2007-2008 | D1   | 6e    | 43     | 33      | 11   | 10   | 12   | 28   | 30   | -2    | 8e de finale     |
| 2006-2007 | D2   | 1er   | 69     | 33      | 21   | 6    | 6    | 50   | 21   | +29   | 16e de finale    |

### Bilan européen
Note : dans les résultats ci-dessous, le score du club est toujours donné en premier
| Saison    | Compétition  | Tour           | Club                 | Domicile | Extérieur | Total |
| --------- | ------------ | -------------- | -------------------- | -------- | --------- | ----- |
| 2014-2015 | Ligue Europa | Premier tour Q | Željezničar Sarajevo | 0 - 1    | 0 - 0     | 0 - 1 |

Légende
- Victoire ou qualification pour le tour suivant
- Match nul
- Défaite ou élimination de la compétition

## Personnalités du club

### Présidents du club
- Marko Martinović

### Entraîneurs du club
| - Nikola Rakojević (juillet 2007 - juin 2008) - Slobodan Dogandžić (juillet 2008 - septembre 2008) - Miodrag Radanović (octobre 2008 - décembre 2008) - Milorad Malovrazić (janvier 2009 - juin 2009) - Branislav Milačić (juillet 2009 - décembre 2010) - Marko Marković (janvier 2011 - septembre 2011) - Predrag Vukotić (octobre 2011 - décembre 2011) - Radovan Kavaja (janvier 2012 - juin 2012) - Slobodan Halilović (juillet 2012 - décembre 2012) |  | - Mojaš Radonjić (janvier 2013 - novembre 2014) - Đuro Mijušković (novembre 2014 - janvier 2015) - Radovan Kavaja (janvier 2015 - juillet 2015) - Slobodan Halilović (juillet 2015 - octobre 2015) - Dragan Đukanović (octobre 2015 - avril 2016) - Milorad Malovrazić (avril 2016 - septembre 2016) - Dragan Kanatlarovski (septembre 2016) - Aleksandar Miljenović (?) - Predrag Vukotić (?) |

### Anciens joueurs du club
- Sreten Banović